# Satellite Reign
Satellite Reign est un jeu vidéo de tactique en temps réel développé et édité par 5 Lives Studios, sorti en 2015 sur Windows, Mac et Linux.

## Système de jeu
Canard PC compare le jeu à Syndicate, dont il est considéré comme un successeur spirituel ; Mike Diskett, cofondateur et programmeur de 5 Lives Studios, avait justement créé Syndicate Wars.

## Accueil
- Canard PC : 8/10[1]